# Факультет біології Софійського університету
Факультет біології Софійського університету — модерністична споруда у Софії, Болгарія.

## Історія
Дизайн будівлі обирали на конкурсі у 1924 році. Перший проект (Георгій Овчаров, Генко Попов) був неокласицистичний з симетричною композицією. Дизайн видозмінився під час обговорення з відомим архітектора Павла Бонаца. Кінцевий варіант мав сильний вплив німецького цегляного експресіонізму. Будівництво спонсорував Фонд Рокфеллера. Рішення журі викликало дебати, проте проект вирішили не змінювати.
Наразі будинок займає міський суд і використовує великі аудиторії для засідань.

## Архітектура
Складається з двух корпусів. Той, що виходить на бульвар Драгана Цанкова має симетричну композицію з входом по центру. По фасаду розміщені вікна більше ніж 10 різних форм.  Обидва будинки мають багату деталізацію кладки як ззовні так і в інтер'єрах. 

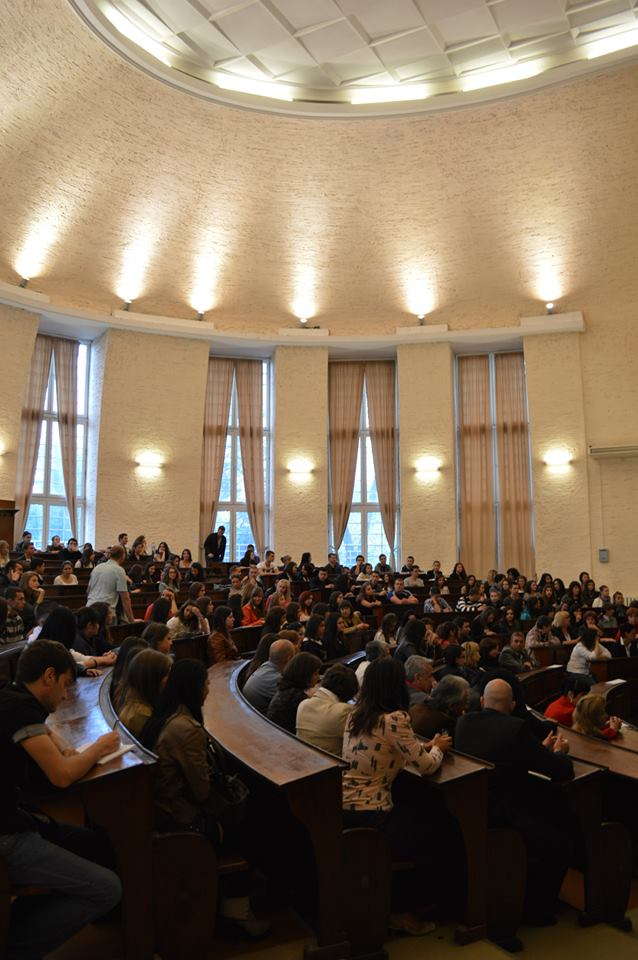
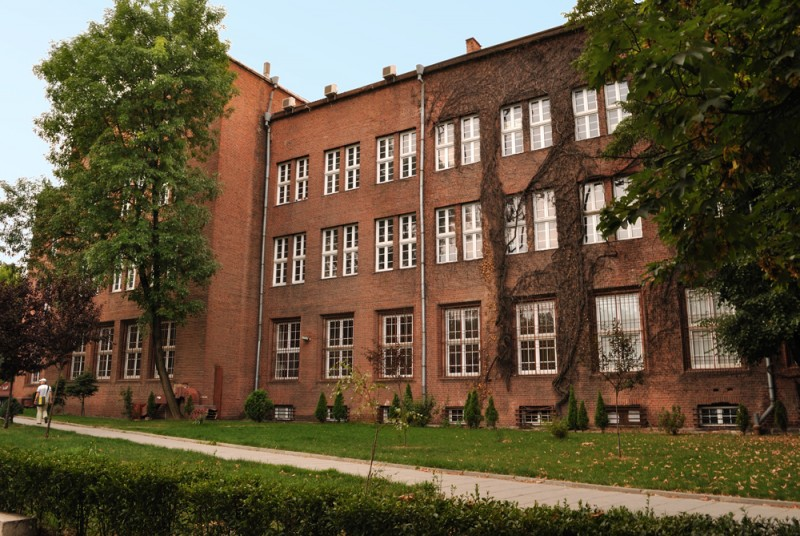
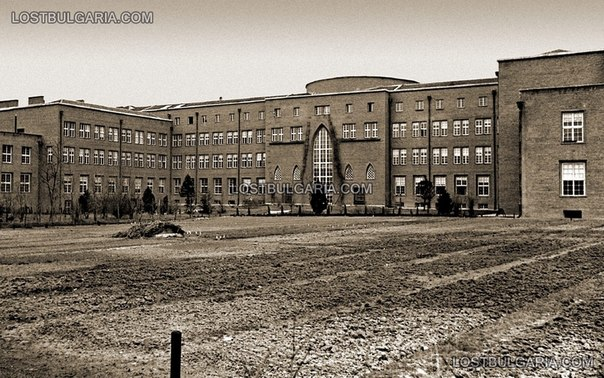
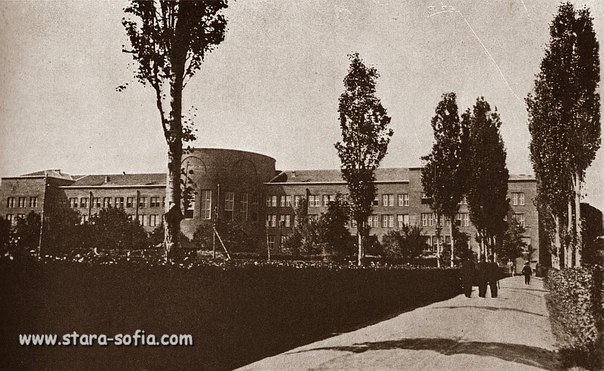
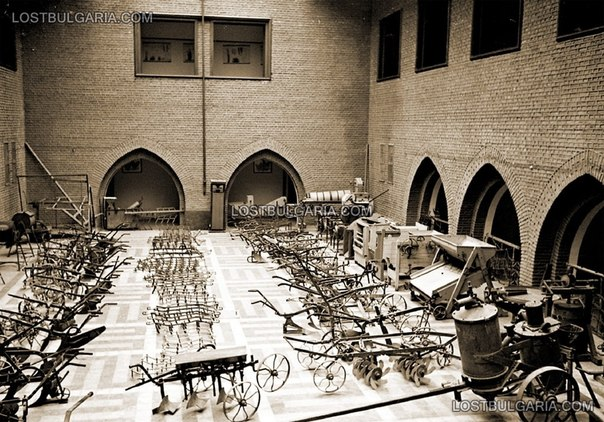
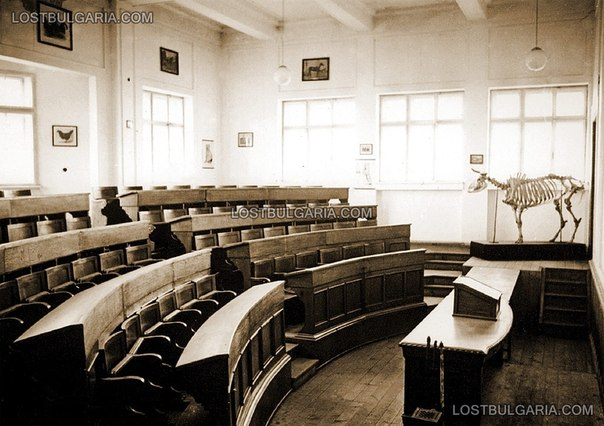